# Happy (Michael Jackson-dal)
A Happy című dal egy 1973-as Michael Jackson dal, mely a Music & Me című stúdióalbumon található. A dal eredeti címe "Happy (Love Theme from Lady Sings the Blues)" holott a dal sosem szerepelt a Lady Sings the Blues című film betétdalaként. A dalt eredetileg 1972. november 23-án jelent meg Bobby Darlin előadásában.
Jackson több koncerten is előadta a dalt 1977-ben, mivel kedvencei közé tartozott.
1983-ban a dalt újra kiadták kislemezen az Egyesült Királyságban, hogy támogassa a 18 Greatest Hits válogatás albumot. A dal mint Michael Jackson és a The Jackson 5 dala - jegyezték. A dal a brit kislemezlistán az 52. helyig jutott. A dalt Bobby Darin szintén megjelentette válogatás lemezén, mely a Darin: 1936-1973 címet viselte. A dalt később Smokey Robinson A Quet Storm című albumán is szerepeltette.

## Megjelenések

### Eredeti megjelenés
7"  Új-Zéland Tamla Motown – TMM.870
- A	Happy (Love Theme From "Lady Sings The Blues") Producer – Hal Davis, Written-By – M. Legrand*, W. "Smokey" Robinson* 3:19
- B	Doggin' Around Producer – Hal Davis, Written-By – Lena Agree 2:52

### 1983-as megjelenés
7"  Egyesült Királyság Tamla Motown – TMG 986
- A	Happy (Love Theme From "Lady Sings The Blues") Arranged By – Gene Page, Producer – Hal Davis, Written-By – M. Legrand*, W. "Smokey" Robinson* 3:22
- B	We're Almost There Arranged By – James Carmichael*, Producer [For Holland - Dozier - Holland Prods.] – Brian Holland, Written-By – Brian Holland, Eddie Holland* 3:33

## Slágerlista
| Slágerlista (1973)                       | Legjobb helyezések |
| ---------------------------------------- | ------------------ |
| Ausztrália Australian ARIA Singles Chart | 31                 |
| Egyesült Királyság Brit kislemezlista    | 52                 |